# Enoplognatha franzi
Enoplognatha franzi är en spindelart som beskrevs av Jörg Wunderlich 1995. Enoplognatha franzi ingår i släktet Enoplognatha och familjen klotspindlar. Inga underarter finns listade i Catalogue of Life.